# Kombai
Kombai (o Komebai) è una suddivisione dell'India, classificata come town panchayat, di 12.820 abitanti, situata nel distretto di Theni, nello stato federato del Tamil Nadu. In base al numero di abitanti la città rientra nella classe IV (da 10.000 a 19.999 persone).

## Geografia fisica
La città è situata a 9° 49' 60 N e 77° 19' 0 E e ha un'altitudine di 398 m s.l.m..

## Società

### Evoluzione demografica
Al censimento del 2001 la popolazione di Kombai assommava a 12.820 persone, delle quali 6.383 maschi e 6.437 femmine. I bambini di età inferiore o uguale ai sei anni assommavano a 1.270, dei quali 643 maschi e 627 femmine. Infine, coloro che erano in grado di saper almeno leggere e scrivere erano 8.228, dei quali 4.589 maschi e 3.639 femmine.